# Буревісник балеарський
Буревісник балеарський (Puffinus mauretanicus) — вид птахів із родини буревісникових (Procellariidae). Довгий час вважався підвидом буревісника малого, а потім «середземноморського» буревісника (Sibley & Monroe 1990). Останній із таксонів справжніх буревісників, визнаний окремим видом.

## Опис
Довжина близько 33 см. Розмах крил 85—90 см.
Харчується рибою і молюсками. Місцем розмноження Puffinus mauretanicus є Балеарські острови. У морі не видає звуків, одначе крик цієї пташки можна почути в колоніях у ночі. Не слідує за судами.
Міжнародний союз охорони природи присвоїв виду охоронний статус «Види на межі зникнення» (CR), так як його існування знаходиться під серйозною загрозою.